# ПТС-4
ПТС-4 — российский плавающий транспортёр. Предназначен для транспортировки по воде личного состава, артиллерийских систем, колёсной и гусеничной техники и других грузов.
В 2017 году в рамках Международного салона средств обеспечения безопасности «Комплексная безопасность-2017» был представлен гражданский вариант транспортера под маркой ПТС-ПС. Машина оснащена другим двигателем и трансмиссией, создана новая кабина. Для зарубежных рынков зарегистрирован товарный знак «ARK» («ковчег»).

## История создания и производства
ПТС-4 был разработан в 2009 — 2011 годах. Создан для замены устаревших плавающих транспортёров ПТС-2 и ПТС-3, выпущенных в 1970–1980-х годах на Луганском тепловозостроительном заводе на основе узлов танка Т-64.

## Описание конструкции
В конструкции амфибии использованы агрегаты танков Т-80 и Т-72: гусеницы и торсионы от Т-80, а фрикционы, двигатель и коробка передач от Т-72.

### Подвижность
ПТС-4 оснащен дизельным двигателем В-84 мощностью 840 л. с., который обеспечивает гусеничному транспортёру максимальную скорость 60 км/ч по суше и 15 км/ч на плаву.
Вес транспортёра составляет 33,1 т, а грузоподъёмность — 12 тонн на суше и 18 тонн на воде. Габариты грузовой платформы составляют 8,28 х 3,3 м (Д х Ш).

### Защищённость
Кабина управления имеет усиленное бронирование по сравнению с предыдущими моделями ПТС-3 и ПТС-2.

### Огневая мощь
ПТС-4 вооружен закрытой дистанционно управляемой пулемётной установкой калибра 12,7-мм с боезапасом 400 патронов.